# Ники Хейли
Нимарата Ники Хейли (на английски: Nimarata Nikki Haley) е американски политик и дипломат от индийски произход. Била е губернатор на Южна Каролина (2011 – 2017) и постоянен представител на САЩ в ООН (януари 2017 г. – декември 2018). Членува в Републиканската партия. Тя е първата индийска американка, която е служител в президентския кабинет.
Тя е първата жена губернатор на Южна Каролина и вторият губернатор в САЩ от индийски произход (след републиканеца Боби Джиндал от Луизиана). През 2017 г. подава оставка като губернатор и става постоянен представител на САЩ в ООН, като по този начин се присъедини към администрацията на тогавашния президент Доналд Тръмп. Като постоянен представител на САЩ в ООН (2017 – 2018) тя подвърждава желанието на Съединените щати да използват военна сила в отговор на по-нататъшни тестове на ракети от страна на Северна Корея по време на кризата през 2017 – 2018 г. Тя застъпва за интересите на САЩ, и особено подкрепата на САЩ за Израел в Съвета за сигурност и ръководи оттеглянето на САЩ от Съвета на ООН по правата на човека. На 31 декември 2018 г. тя се оттегля доброволно като постоянен представител на САЩ в ООН.
Ники Хейли се кандидатира на първичните избори на Републиканската партия за президентските избори през 2024 г.

## Биография
Хейли е родена като Нимарата Ники Рандхава на 20 януари 1972 г. в болницата на окръг Бамберг в Бамберг, щата Южна Каролина, в семейство на родители имигранти от Индия, изповядващи сикхизъм.